# Plaques de matrícula de Louisiana

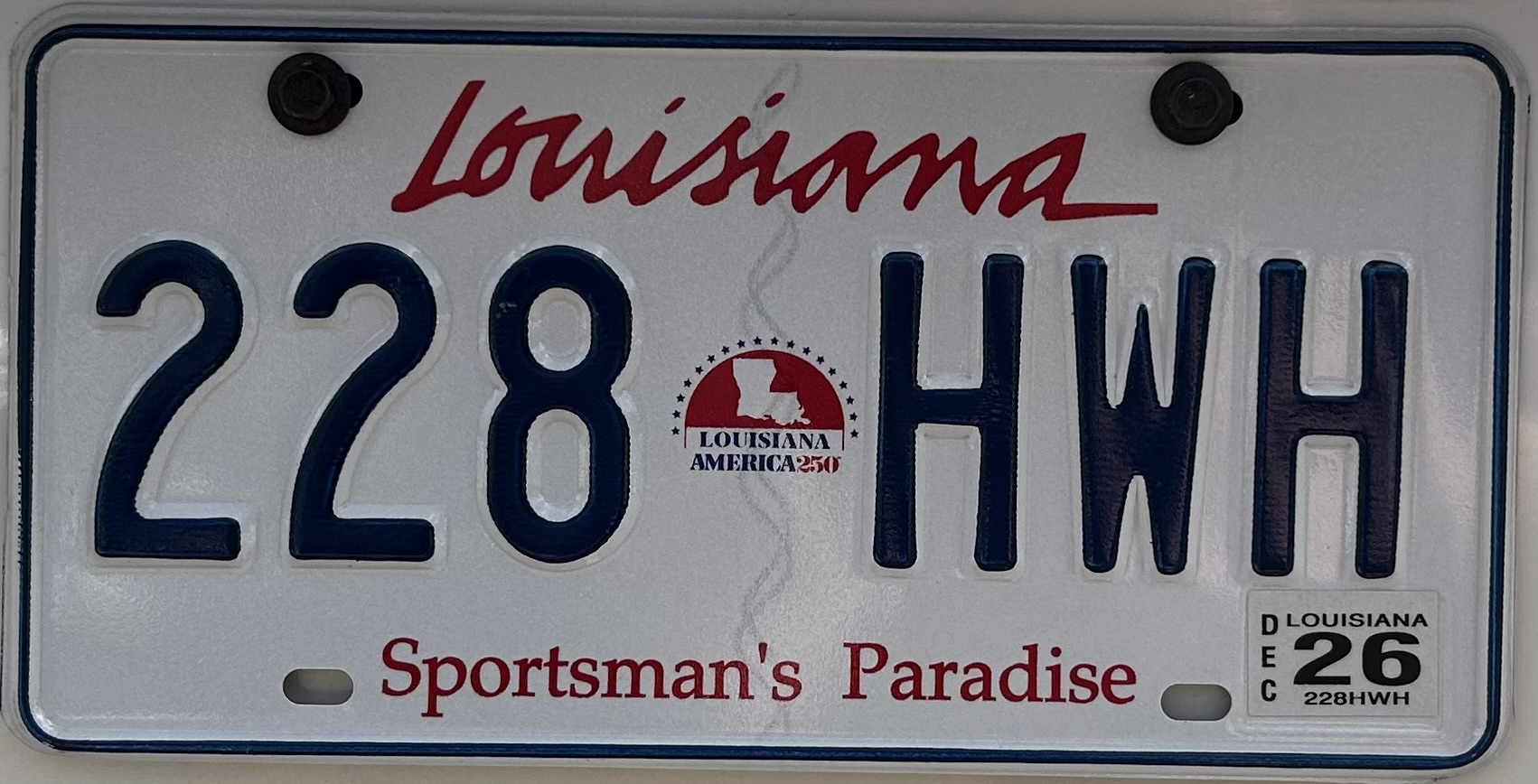
Model actual de matrícula de Louisiana.

Les Plaques de matrícula de Louisiana es componen, des del gener de 2016, d'un sistema de combinació alfanumèric format per tres lletres i tres xifres separades per un espai i des del gener del 2025 l'espai l'omple el logotip d'"AMERICA 250" format per 18 estels al voltant d'un mapa de l'estat de Louisiana amb un fons vermell (ex. ABC 123) Els caràcters són de color blau marí sobre un fons blanc reflectant. El nom de l'estat, "Louisiana", apareix centrat a la part superior en color vermell i l'eslogan "Sportman's Paradise" a la inferior.
Des del 2024 les plaques són emeses pel Departament de Seguretat Pública i Correccions de Louisiana, a través de l'Oficina de Vehicles de Motor. Després d'un debat durant el 2024 l'estat de Louisiana va descidir que el propietaris dels vehicles han d'adjuntar la placa de matriculació a la part davantera del vehicle i la placa no pot oscil·lar i ha de ser clarament llegible, i la part inferior de la placa ha d'estar com a mínim a 12 polzades del terra.

## Història
Les primeres llicències de vehicles de motor a Louisiana les van expedir les ciutats i les parròquies (l'equivalent de Louisiana als comtats), i Nova Orleans en va ser la primera al novembre de 1903. El 1912, moltes ciutats i parròquies ja expedien les seves pròpies matrícules, aquesta pràctica va continuar fins al 1914. La primera llei estatal per al registre de vehicles de motor va ser la Llei 260 de 1914 que va entrar en vigor el primer de gener de 1915.

### Models de 1915 fins 1957
| Imatge | Data d'expedició | Disseny | Lema       | Combinació utilitzada | Notes |
| ------ | ---------------- | --- | ---------- | --------------------- | --- |
|        | 1915             | Caràcters en blanc sobre fons blau marí. "LA" i "1915" en vertical a esquerra i dreta respectivament.                                                                                      | Sense lema | 12345                 | La mida de les plaques és de: 1-5 caràcters (6" x 15") |
|        | 1916             | Caràcters en blanc sobre fons verd. "LA" i "16" estilitzats a l'esquerra. | Sense lema | 12345                 | |
|        | 1917             | Caràcters en blanc sobre fons verd. "LA" i "17" estilitzats a l'esquerra. | Sense lema | 12345                 | S'unifiquen mides a 6 1/4" x 15 1/4". |
|        | 1918             | Caràcters en negre sobre fons carabassa. "LA" i "18" estilitzats a l'esquerra. | Sense lema | 12345                 | |
|        | 1919             | Caràcters en negre sobre fons verd. "LA" i "19" estilitzats a l'esquerra. | Sense lema | 12345                 | |
|        | 1920             | Caràcters en blanc sobre fons granat. "LA" i "20" estilitzats a l'esquerra. | Sense lema | 12345                 | |
|        | 1921             | Caràcters en negre sobre fons gris. "LA" i "21" estilitzats a l'esquerra. | Sense lema | 12345                 | |
|        | 1922             | Caràcters en granat sobre fons blanc o blanc sobre fons verd segons potència*. "LA" i "22" estilitzats a l'esquerra.                                                                       | Sense lema | 123456                | *S'emeten dos models de plaques diferents, la primera (granat sobre blanc) per a vehicles d'1 a 23 CV i la segona (blanc sobre verd) per a vehicles de més de 23 cavalls de potència. Aquesta pràctica va continuar fins al 1929. |
|        | 1923             | Caràcters en blanc sobre fons negre o negre sobre fons gris segons la potència. "LA 23" a l'esquerra.                                                                                      | Sense lema | 123456                | Canvi de mides a 5 1/2" x 13 3/8". |
|        | 1924             | Caràcters en negre sobre fons blanc o blanc sobre fons blau marí segons la potència. "LA 24" a la dreta.                                                                                   | Sense lema | 123456                | |
|        | 1925             | Caràcters en blanc sobre fons granat o vermell sobre fons gris segons la potència. "LA 25" a la dreta.                                                                                     | Sense lema | 123456                | |
|        | 1926             | Caràcters en granat sobre fons blanc o blanc sobre fons blau marí segons la potència. "LA-1926" centrat a baix.                                                                            | Sense lema | 123456                | |
|        | 1927             | Caràcters en negre sobre fons crema o blanc sobre fons verd segons la potència. "LA-1927" centrat a baix.                                                                                  | Sense lema | 123456                | |
|        | 1928             | Caràcters en blau marí sobre fons blanc o blanc sobre fons blau marí segons la potència. "LA-1928" centrat a baix.                                                                         | Sense lema | 123456                | |
|        | 1929             | Caràcters en negre sobre fons carabassa o groc sobre fons negre segons la potència. "LOUISIANA 1929" a baix, lleugerament desplaçat a la dreta. "FRONT" o "REAR" en vertical a l'esquerra. | Sense lema | 123456                | Primeres plaques amb el nom complet de l'estat. |
|        | 1930             | Caràcters en groc sobre fons verd. "LOUISIANA 1930" a baix, lleugerament desplaçat a la dreta. "FRONT" o "REAR" en vertical a l'esquerra.                                                  | Sense lema | 123-456               | |
|        | 1931             | Caràcters en blanc sobre fons blau marí. "LOUISIANA 1931" a baix, lleugerament desplaçat a la dreta. "FRONT" o "REAR" en vertical a l'esquerra.                                            | Sense lema | 123-456               | |
|        | 1932             | Caràcters en blanc sobre fons vermell. "LOUISIANA" centrat a dalt i "1932" en vertical a la dreta i "FRONT" o "REAR" a l'esquerra. Un pelicà utilitzat com a separador.                    | Sense lema | 123-456               | Primeres plaques que inclouen la imatge d'un pelicà. |
|        | 1933             | Caràcters en negre sobre fons carabassa. "LA-33" centrat a dalt i pelicà utilitzat com a separador.                                                                                        | Sense lema | 123-456               | Les plaques s'expedeixen per blocs segons la potència i l'oficina de registre fins al 1940. |
|        | 1934             | Caràcters en blanc sobre fons blau marí. "LA" i "34" per sobre i per sota del pelicà respectivament.                                                                                       | Sense lema | 123-456               | |
|        | 1935             | Caràcters en verd sobre fons blanc. "35" i "LA" per sobre i per sota del pelicà respectivament.                                                                                            | Sense lema | 123-456               | |
|        | 1936             | Caràcters en blau cel sobre fons verd oliva. "LOUISIANA–1936" centrat a dalt i pelicà com a separador.                                                                                     | Sense lema | 123-456               | |
|        | 1937             | Caràcters en daurat sobre fons granat. "LOUISIANA–1937" centrat a baix i pelicà com a separador.                                                                                           | Sense lema | 123-456               | |
|        | 1938             | Caràcters en blanc sobre fons vermell. "LOUISIANA–1938" centrat a dalt i pelicà com a separador.                                                                                           | Sense lema | 123-456               | |
|        | 1939             | Caràcters en carabassa sobre fons negre. "LOUISIANA–1939" centrat a baix i pelicà com a separador.                                                                                         | Sense lema | 123-456               | |
|        | 1940             | Caràcters en blau marí sobre fons carabassa. "LOUISIANA–1940" centrat a dalt i mapa de l'estat utilitzat com a separador.                                                                  | Sense lema | 123-456               | |
|        | 1941             | Caràcters en negre sobre fons blanc. "LOUISIANA–1941" centrat a baix i mapa de l'estat com a separador.                                                                                    | Sense lema | 123-456               | |
|        | 1942-43          | Caràcters en blanc sobre fons vermell. "LOUISIANA–1941" centrat a dalt i pelicà com a separador.                                                                                           | Sense lema | 123-456               | Revalidada per al 1943 amb adhesius al parabrisa, degut a la conservació de metall per a la Segona Guerra Mundial. |
|        | 1944             | Caràcters en negre sobre fons groc. "LOUISIANA - 1944" centrat a dalt i pelicà com a separador.                                                                                            | Sense lema | 123-456               | Plaques fabrides amb taulers a base de fibra de soja degut a la conservació de metall. |
|        | 1945             | Caràcters en blanc sobre fons negre. "19 LOUISIANA 45" centrat a dalt i pelicà com a separador.                                                                                            | Sense lema | 123-456               | |
|        | 1946             | Caràcters en negre sobre fons blanc. "19 LOUISIANA 46" centrat a dalt i pelicà com a separador.                                                                                            | Sense lema | 123-456               | |
|        | 1947             | Caràcters en negre sobre fons sense pintar d'alumini. "19 LOUISIANA 47" centrat a baix i pelicà com a separador.                                                                           | Sense lema | 123-456               | |
|        | 1948             | Caràcters en blanc sobre fons verd fosc. "19 LOUISIANA 48" centrat a dalt i pelicà com a separador.                                                                                        | Sense lema | 123-456               | |
|        | 1949             | Caràcters en negre sobre fons groc. "19 LOUISIANA 49" centrat a baix i pelicà com a separador.                                                                                             | Sense lema | 123-456               | |
|        | 1950             | Caràcters en verd sobre fons blanc. "19 LOUISIANA 50" centrat a baix i pelicà en color com a separador.                                                                                    | Sense lema | 123-456               | |
|        | 1951             | Caràcters en groc sobre fons verd fosc. "LOUISIANA–1951" centrat a baix i pelicà com a separador.                                                                                          | Sense lema | 123-456               | |
|        | 1952             | Caràcters en blanc sobre fons verd fosc. "LOUISIANA–1952" centrat a baix i pelicà com a separador.                                                                                         | Sense lema | 123-456               | |
|        | 1953             | Caràcters en groc sobre fons turquesa. "LOUISIANA–1953" centrat a baix i pelicà com a separador.                                                                                           | Sense lema | 123-456               | |
|        | 1954             | Caràcters en blau sobre fons beix. "19 LOUISIANA-YAMS 54" centrat a baix i pelicà com a separador.                                                                                         | Sense lema | 123-456               | |

### Models de 1955 fins 1972
El 1956, el Canadà i els Estats Units d'Amèrica van arribar a un acord amb l'Associació Americana d'Administradors de Vehicles de Motor, l'Associació de Fabricants d'Automòbils i el Consell Nacional de Seguretat en que es concretava una mida única de les plaques de vehicles de passatgers a 150 mm per 300 mm (6 per 12 polzades), amb forats per poder-les muntar espaiats 180 mm (7 polzades), tot i que les dimensions o poden variar lleugerament segons la jurisdicció. Louisiana ja va adoptar aquest estàndard l'any anterior, el 1955.
| Imatge | Data d'expedició          | Disseny | Lema | Combinació utilitzada | Notes |
| ------ | ------------------------- | --- | --- | --------------------- | --- |
|        | 1955                      | Caràcters en blanc sobre fons negre. "LOUISIANA 1955" centrat a baix i pelicà com a separador. | Sense lema                                                                                                  | 123-456               | Primera placa amb la mida estàndard de 6" x 12". |
|        | 1956                      | Caràcters en blanc sobre fons verd. "LOUISIANA 1956" centrat a dalt i pelicà com a separador. | Sense lema                                                                                                  | 123-456               | |
|        | 1957                      | Caràcters en groc sobre fons violat. "LOUISIANA 1957" centrat a baix i pelicà com a separador. | Sense lema                                                                                                  | 123-456               | |
|        | 1958                      | Caràcters en blanc sobre fons vermell. "19 LOUISIANA 58" centrat a baix i pelicà com a separador. | "SPORTSMEN'S PARADISE" centrat a dalt.                                                                      | 123-456               | Primera placa amb lema. |
|        | 1959                      | Caràcters en blanc sobre fons blau marí. "19 LOUISIANA 59" centrat a dalt i pelicà com a separador. | "SPORTSMEN'S PARADISE" centrat a baix.                                                                      | 123-456               | |
|        | 1960                      | Caràcters en groc sobre fons violat. "19 LOUISIANA 60" centrat a baix i pelicà com a separador. | "LSU CENTENNIAL" centrat a dalt.                                                                            | 123-456               | |
|        | 1961                      | Caràcters en groc sobre fons verd fosc. "19 LOUISIANA 61" centrat a baix i pelicà com a separador. | "SPORTSMEN'S PARADISE" centrat a dalt.                                                                      | 123-456               | |
|        | 1962                      | Caràcters en blanc sobre fons marró. "19 LOUISIANA 62" centrat a baix i pelicà com a separador. | "SPORTSMEN'S PARADISE" centrat a dalt.                                                                      | 123-456, 1234567      | Les plaques amb set caràcters ometen el pelicà com a separador.                                                                                      |
|        | 1963                      | Caràcters en blanc sobre fons verd fosc. "19 LOUISIANA 63" centrat a baix i pelicà com a separador. | "SPORTSMEN'S PARADISE" centrat a dalt.                                                                      | 123-456, 1234567      | Última placa amb el pelicà en relleu. Les plaques amb set caràcters ometen el pelicà com a separador.                                                |
|        | 1964-65                   | Caràcters en blanc sobre fons blanc. "64 LOUISIANA 65" centrat a baix. | "SPORTSMEN'S PARADISE" centrat a dalt.                                                                      | 123A456               | La lletra correspon a les àrees d'actuació en que la policia estatal divideix l'estat, anomenades Troops.                                            |
|        | 1966-67                   | Caràcters en blanc sobre fons verd fosc. "66 LOUISIANA 67" centrat a baix. | "SPORTSMEN'S PARADISE" centrat a dalt.                                                                      | 123A456               | La lletra correspon a les àrees d'actuació en que la policia estatal divideix l'estat, anomenades Troops.                                            |
|        | 1968-69                   | Caràcters en turquesa sobre fons blanc reflectant. "68 LOUISIANA 69" centrat a baix. | "SPORTSMEN'S PARADISE" centrat a dalt.                                                                      | 123A456               | La lletra correspon a les àrees d'actuació en que la policia estatal divideix l'estat, anomenades Troops.                                            |
|        | 1970-71                   | Caràcters en vermell sobre fons blanc reflectant. "70 LOUISIANA 71" centrat a baix. | "SPORTSMEN'S PARADISE" centrat a dalt.                                                                      | 123A456               | La lletra correspon a les àrees d'actuació en que la policia estatal divideix l'estat, anomenades Troops.                                            |
|        | 1972-73                   | Caràcters en blau sobre fons blanc reflectant. "72 LOUISIANA 73" centrat a baix. | "SPORTSMEN'S PARADISE" centrat a dalt.                                                                      | 123A456               | La lletra correspon a les àrees d'actuació en que la policia estatal divideix l'estat, anomenades Troops.                                            |
|        | 1974-75                   | Caràcters en negre sobre fons reflectant blanc. "LOUISIANA" centrat a dalt, "74" a la cantonada superior esquerra i "75" a la dreta. | "BAYOU STATE" centrat a dalt.                                                                               | 123A456               | La lletra correspon a les àrees d'actuació en que la policia estatal divideix l'estat, anomenades Troops.                                            |
|        | 1976-77                   | Caràcters en negre sobre fons reflectant blanc. "LOUISIANA" centrat a dalt. | "BAYOU STATE" centrat a dalt.                                                                               | 123A456               | La lletra correspon a les àrees d'actuació en que la policia estatal divideix l'estat, anomenades Troops.                                            |
|        | 1978-83                   | Caràcters en negre sobre fons reflectant blanc. "LOUISIANA" centrat a dalt. | "SPORTSMAN'S PARADISE" centrat a dalt.                                                                      | 123A456               | La lletra correspon a les àrees d'actuació en que la policia estatal divideix l'estat, anomenades Troops.                                            |
|        | 1983-84                   | Caràcters en blau marí sobre fons reflectant blanc. Logotip de l'Exposició universal de 1984 a la part inferior esquerra i "Louisiana" en blau centrat a dalt.                                                                                  | "World's Fair" centrat a baix.                                                                              | 123A456               | La lletra correspon a les àrees d'actuació en que la policia estatal divideix l'estat, anomenades Troops.                                            |
|        | 1984-89                   | Caràcters en blau marí sobre fons reflectant blanc. "LOUISIANA" centrat a baix. | "SPORTSMAN'S PARADISE" centrat a dalt.                                                                      | 123A456               | La lletra correspon a les àrees d'actuació en que la policia estatal divideix l'estat, anomenades Troops.                                            |
|        | 1989-93                   | Caràcters en blau marí sobre fons reflectant blanc. Imatge gràfica en blau marí de "la pietat del pelicà" de la bandera estatal a les cantonades superiors i "LoUiSiAna" en vermell, però la "U", la "S" i la "A" en blau fosc, centrat a baix. | "SPORTSMAN'S PARADISE" centrat a dalt.                                                                      | 123A456               | Últim model de placa amb la lletra corresponent a l'àrea d'actuació anomenades Troops.                                                               |
|        | 1993-2001                 | Caràcters en blau marí sobre fons reflectant blanc. "Louisiana" amb lletra manuscrita vermella centrat a dalt. | "SPORTSMAN'S PARADISE" centrat a baix.                                                                      | ABC 123               | Aquest model de placa és coneguda com a "pintallavis". Totes les plaques del període 1974–93 es van substituir per aquest disseny durant el 1995–96. |
|        | 2002 - juliol 2004        | Mateix model que la del període 1993–2001, però amb una imatge gràfica de brúixola en blau al centre que conté un mapa dels Estats Units contigus amb l'àrea de la Compra de la Louisiana destacada.                                            | "Louisiana Purchase Bicentennial 1803-2003" centrat a baix.                                                 | ABC 123               | Placa d'emissió limitada per commemorar el bicentenari de la compra de la Louisiana el 1803 a França.                                                |
|        | Juliol 2004 - febrer 2005 | Caràcters en blau marí sobre fons reflectant blanc. "Louisiana" amb lletra manuscrita vermella centrat a dalt. | "SPORTSMAN'S PARADISE" centrat a baix.                                                                      | ABC 123               | |
|        | Febrer 2005 - gener 2011  | Caràcters en negre sobre fons reflectant blanc, groc i rosat. Imatge gràfica d'un pelicà al centre i "Louisiana" amb lletra manuscrita vermella centrat a dalt.                                                                                 | "Sportsman's Paradise" a baix descentrat a la dreta.                                                        | ABC 123               | El model inicials portaven una font més grossa per al nom de l'estat. Les lletres "Q" i "U" no s'utilitzen.                                          |
|        | Gener 2011 - 2012         | Caràcters en negre sobre imatge reflectant d'herba verd pàl·lid sobre fons blanc. Imatge d'un pelicà dins la silueta de l'estat a l'esquerra i "Louisiana" amb lletra manuscrita vermella centrat a dalt.                                       | Logotip "200 YEARS" en negre centrat a baix amb "1812" i "2012" dins unes cintes vermelles a banda i banda. | ABC123                | Model de placa d'emissió limitada per commemorar els bicentenari de l'estat. La imatge del pelicà i de l'estat es va reduir més tard de mida.        |
|        | 2013-14                   | Caràcters en negre sobre fons reflectant blanc, groc i rosat. Imatge gràfica d'un pelicà al centre i "Louisiana" amb lletra manuscrita vermella centrat a dalt.                                                                                 | "Sportsman's Paradise" a baix descentrat a la dreta.                                                        | ABC 123               | |
|        | 2014-15                   | Caràcters en blau marí sobre fons reflectant blanc. Logotip de la Comissió del Bicentenari de la Batalla de Nova Orleans (amb un cavall i un genet) a l'esquerra i "LOUISIANA" en vermell centrat a dalt.                                       | "www.louisianatravel.com" centrat a baix.                                                                   | ABC123                | Placa d'emissió limitada per commemorar el bicentenari de la batalla de Nova Orleans del gener de 1815.                                              |
|        | Gener-maig 2016           | Caràcters en negre sobre fons reflectant blanc, groc i rosat. Imatge gràfica d'un pelicà al centre i "Louisiana" amb lletra manuscrita vermella centrat a dalt.                                                                                 | "Sportsman's Paradise" a baix descentrat a la dreta.                                                        | ABC 123               | |
|        | Maig 2016 - desembre 2024 | Caràcters en negre sobre fons reflectant blanc, groc i rosat. Imatge gràfica d'un pelicà al centre i "Louisiana" amb lletra manuscrita vermella centrat a dalt.                                                                                 | "Sportsman's Paradise" a baix descentrat a la dreta.                                                        | 123 ABC               | |
|        | Gener 2025 - avui dia     | Caràcters en blau marí sobre fons reflectant blanc. Logotip d'"AMERICA 250" format per 18 estels al voltant d'un mapa de l'estat de Louisiana amb un fons vermell i "Louisiana" centrat a dalt en vermell.                                      | "Sportman's Paradise" centrat a baix.                                                                       | 123 ABC               | |

## Codis

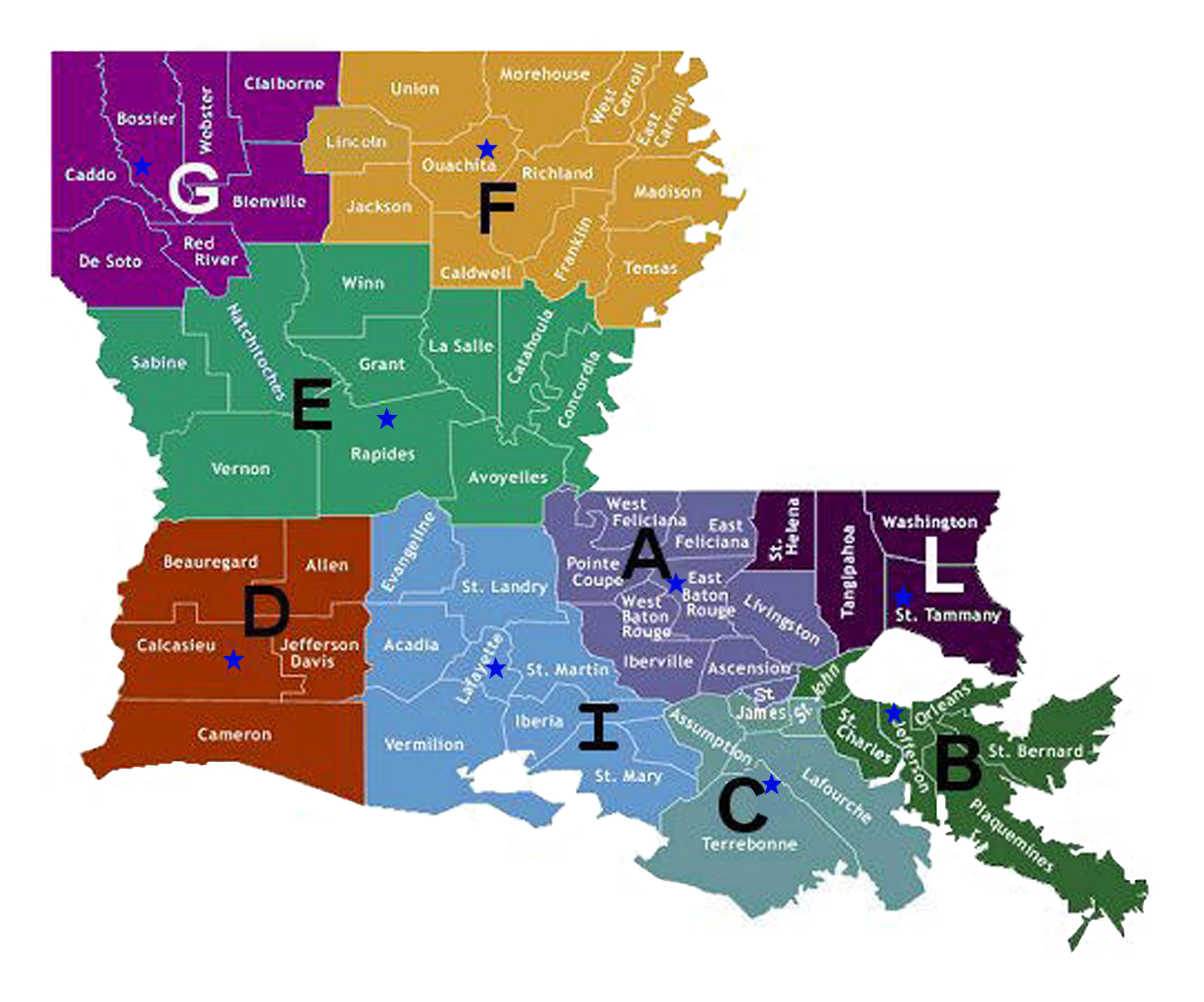
Mapa amb els codis actuals de les àrees d'actuació policial en que es divideix Louisiana.

Actualment Louisiana està dividida en 64 parròquies, que són l'equivalent dels comtats de la resta d'estats dels Estats Units, però mai no ha utilitzat codis parroquials a les matrícules. Tanmateix, del 1964 al 1994, es van emetre plaques amb els codis segons les àrees d'actuació en que la Policia Estatal divideix l'estat.
| Codi | Àrea d'actuació                            |
| ---- | ------------------------------------------ |
| A    | Baton Rouge                                |
| B    | Nova Orleans                               |
| C    | New Iberia / Morgan City                   |
| D    | Lake Charles                               |
| E    | Alexandria                                 |
| F    | Monroe                                     |
| G    | Shreveport                                 |
| H    | Leesville (eliminat el 1988)               |
| I    | Lafayette                                  |
| K    | Opelousas (eliminat el 1988)               |
| L    | Hammond                                    |
| M    | Thibodaux (eliminat el 1973)               |
| N    | Crowley (1964-73) / Nova Orleans (1982-94) |
| X    | Baton Rouge / sol·licituds per correu      |

## Altres tipus

### Personalitzades
Les matrícules personalitzades han de ser del mateix color i disseny que les matrícules dels vehicles de passatgers i han de consistir en qualsevol combinació de xifres o lletres que no superin set (7) caràcters i no menys de dos (2) caràcters. No poden entrar en conflicte amb les plaques existents de qualsevol vehicle ja sigui de passatgers, comercials, remolcs, motocicletes o altres sèries de matrícules especials.

### Especials
Louisiana ofereix una gran varietat de plaques especials, entre les que s'inclouen models que representen a centes universitats,  organitzacions sense ànim de lucre i moltes més.

### Governamentals
Els vehicles governamentals utilitzen el mateix model que els vehicles de passatgers però amb la paraula "PUBLIC" en vertical a l'esquerra i amb una combinació numèrica de sis caràcters (ex. 123456).
Els vehicles del Departament de Vida Silvestre i Pesca de Louisiana utilitzen el mateix model que els vehicles de passatgers però amb el lema "WILDLIFE & FISHERIES ENFORCEMENT" centrat a baix i la combinació formada per les lletres "SF" i dues xifres (ex. SF 12).

### Remolc per a embarcacions
Les plaques de matrícula dels remolcs per a embarcacions utilitzen una placa igual que la resta de vehicles de passatgers però amb les paraules "BOAT TRAILER" centrat a baix i una combinació formada per les lletres "K" o "N" i sis xifres. (ex. K123456)

### Concessionari
Els vehicles de concessionari utilitzen el mateix format de placa que els vehicles de passatgers però amb la paraula "DEALER" centrada a baix i una combinació que comença per les lletres "DI" (ex. DI123456).